# Martinlamitzer Forst-Nord

Lage des gemeindefreien Gebiets Martinlamitzer Forst-Nord im Landkreis Hof

Das gemeindefreie Gebiet Martinlamitzer Forst-Nord liegt im oberfränkischen Landkreis Hof.

## Geographie
Der 0,59 km² große Staatsforst liegt zwischen Schwarzenbach an der Saale, Rehau, Martinlamitzer Forst-Süd und Kirchenlamitz. Das Gebiet umfasst Flächen auf der Nordostseite des Großen Kornberg (50° 10′ 59,88″ N, 12° 1′ 13,98″ O), aber nicht dessen Gipfel.

## Teileingliederung nach Schwarzenbach an der Saale
Zum 1. Januar 2025 wurden aus dem gemeindefreien Gebiet Martinlamitzer Forst Nord – Gemarkung Martinlamitzer Forst Nord – ein Großteil der Flurstücke in das Gebiet der Stadt Schwarzenbach an der Saale eingegliedert. Es handelte sich insgesamt um ein Gebiet in der Größe von 6,1906 km².